# Treviso (Brasile)
Treviso è un comune del Brasile nello Stato di Santa Catarina, parte della mesoregione del Sul Catarinense e della microregione di Criciúma.

## Storia
Malattie e crisi agricole provocarono una massiccia migrazione dal nord Italia. La maggior parte dei primi colonizzatori di Treviso erano migranti di lingua veneta provenienti da quella regione. Il nome del comune deriva dall'omonima città veneta.